# Christoph Friedrich Dörr
Christoph Friedrich Dörr (* 14. Oktober 1782 in Tübingen; † 29. Januar 1841 ebenda) war ein württembergischer Maler und Zeichenlehrer an der Universität in Tübingen. Er war der Sohn des Porträtisten Jakob Friedrich Dörr und ein Vetter des Landschaftsmalers Carl (Friedrich) Dörr.

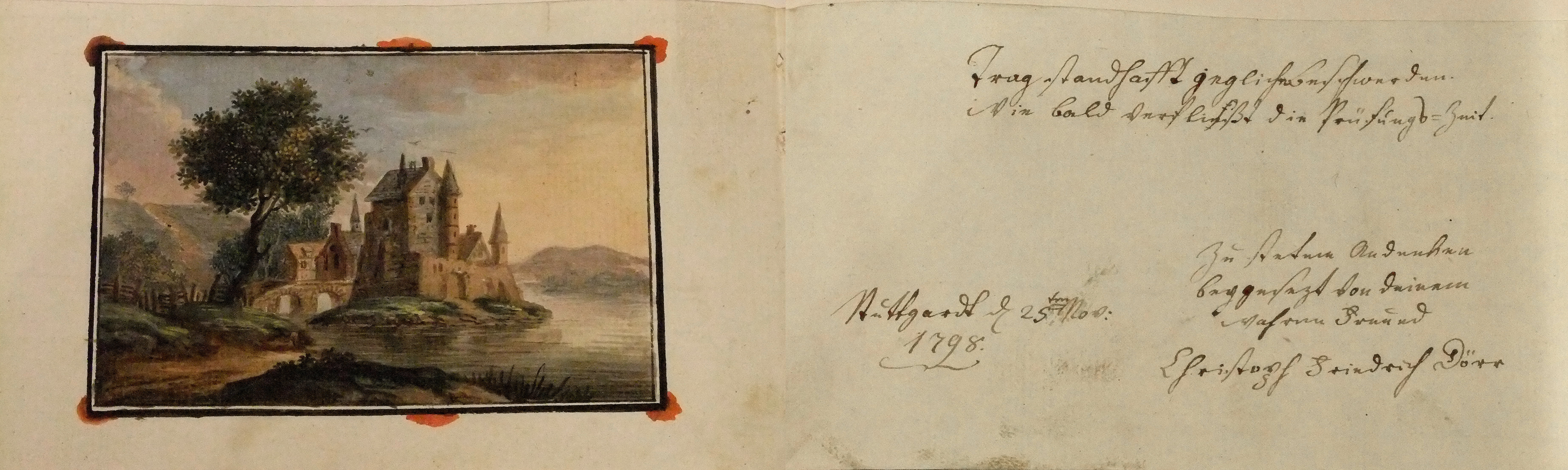
Einzelblatt aus dem Stammbuch Freundschaftsblätter aus Tübingen und Stuttgart mit dem Eintrag von Christoph Friedrich Dörr (1798)

## Leben
Dörr wurde im Haus Holzmarkt 5 geboren. Als er 6 Jahre alt war, starb sein Vater, der ihm bis dahin nicht viel beibringen konnte. Doch seine Laufbahn wurde dadurch vorbestimmt, im Gegensatz zu seinem Vetter lernte er schon in frühen Jahren Malerei und fertigte bereits als Fünfzehnjähriger Auftragsporträts an. Dörrs erster Lehrer war der französische Emigrant Lionné, anschließend übernahm der mit seinem Vater befreundete Johann Christian Partzschefeldt seine Ausbildung. Im Alter von etwa 13 Jahren zog Dörr nach Nürnberg, um bei dem Kunsthändler und Akademiedirektor Christoph Johann Sigmund Zwinger seine Ausbildung fortzusetzen. 1799 ging Dörr dann nach Stuttgart und wurde Schüler von Philipp Friedrich Hetsch, der ihn sehr schätzte. Die Ausbildung bei Hetsch sah einen Studienaufenthalt in Dresden vor, den Dörr 1801 unternahm. Dort kopierte er wie viele andere Kunststudenten auch, die Werke der großen Meister. 1802 kehrte er nach Tübingen zurück, wo er zahlreiche Porträtaufträge bekam. Nachdem er sich durch ein Gemälde „über ein Thema des klassischen Altertums“ dem Kurfürsten Friedrich empfohlen hatte, bekam er von ihm ein Reisestipendium.

### Italienreise
In den Jahren 1804–1806 weilte Dörr in Italien, vor allem in Rom, aber auch in Neapel, um vor Ort die Meister der Renaissance zu studieren und seine Malkunst zu vervollkommnen. In Rom hielt Dörr engen Kontakt zu den dort lebenden deutschen Künstlern, er schloss sich als Schüler und Freund Christian Gottlieb Schick an. 1805 unternahm er mit Joseph Anton Koch, den er bereits aus Stuttgart kannte, Reisen in Italien. In dieser Zeit versuchte sich Dörr in der Historienmalerei. Schick sprach Dörr anfangs – nicht zuletzt wegen dieser Versuche – „das Geringste vom Geiste eines Malers“ ab. Obwohl Dörr Schicks einziger Schüler war, konnte er sich nur kurz im Bannkreise seines großen Lehrers halten.

### Porträtist und Universitätszeichenlehrer in Tübingen
Nachdem Dörr nach Tübingen zurückgekehrt war, arbeitete er zunächst als selbständiger Porträtmaler, aber er musste sein Auskommen durch das Illustrieren von Taschenbüchern und Almanachen und mit privatem Zeichenunterricht ergänzen. In dieser Zeit knüpfte er eine enge Freundschaft mit Ludwig Uhland, dessen Schwester Luise er seit 1806 Zeichenunterricht gab. Um einen sozialen Rückhalt zu bekommen, bewarb er sich um die Stelle eines Universitätszeichenlehrers. Ende 1808 begann Dörr als „erster Zeichenlehrer“ den Unterricht im Zeichnen und Malen an der Universität zu geben, wofür er am 4. Januar 1809 Erlaubnis Herzog Friedrichs bekam. Mit dieser „Einstellung“ bekam er weder eine Besoldung, noch den Titel eines Universitätszeichenlehrers. Als solcher durfte er sich ab Wintersemester 1812/13 bezeichnen, als diese Stelle geschaffen und der Zeichenunterricht zum ersten Mal im Vorlesungsverzeichnis angekündigt wurde. In die Universitätsmatrikel wurde er 1813 aufgenommen. Das Einkommen musste er sich weiterhin ausschließlich durch Malaufträge und privaten Unterricht erarbeiten. Dörr leitete die Zeichenanstalt, der als „zweiter Zeichenlehrer“ Johann Christian Partzschefeldt angehörte. Gegen den deutlichen Widerstand der Oberstudiendirektion gegen den Ausbau der Position des Zeichenlehrers wurde die Zeichenanstalt 1816 in Zeicheninstitut umbenannt, und erst dann erhielt Dörr ein Jahresgehalt von 150 fl. Das Angebot dieser Einrichtung richtete sich insbesondere an Studenten der Naturwissenschaften: sie sollten lernen, Gegenstände ihrer Arbeit und Forschung selbst zu zeichnen. Dörr fertigte komplizierte Zeichnungen „namentlich anatomischer Natur“ selbst an. Mit der Zeit trat der künstlerische Aspekt des Zeichnens und Malens in den Vordergrund des Unterrichts. Nach Partzschefeldts Tod 1820 arbeitete Dörr mit dessen Nachfolger Ludwig August Helvig zusammen.

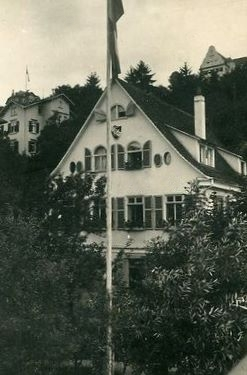
Haus Neckarhalde 35 im Jahr 1913.

1812 heiratete Dörr, seine Frau starb jedoch 1820. 1830 kaufte Dörr das Haus in der Neckarhalde 35, 1831 heiratete er zum zweiten Mal. Dörr führte in Tübingen ein sehr geselliges Leben, unternahm auch unterschiedliche Reisen, unter anderem nach München, und Heidelberg, aber auch nach Paris und in die Schweiz. Neben der Arbeit am Zeicheninstitut porträtierte er weiter, seine Porträts waren in Tübingen sehr populär und geschätzt, weil sie große Ähnlichkeit mit den Dargestellten hatten. In den 1820er und frühen 1830er Jahren lässt sich ein Wandel seiner Bildauffassung – ein Entfernen vom Klassizismus und ein Annähern an das Biedermeier – beobachten. Die steigenden Studentenzahlen führten zu einer stärkeren Belastung. Dadurch hatte er weniger Zeit fürs Porträtieren, was ihm ein Auskommen sicherte, und er war 1830 gezwungen, um eine Gehaltserhöhung zu bitten. 1831 hat man ihm sein Jahresgehalt auf 200 fl erhöht. Im selben Jahr erhielt er ein Angebot, die Stelle des Galerieinspektors in Stuttgart zu übernehmen. Dies lehnte er ab, weil er „sein geliebtes Tübingen“ nicht verlassen wollte. Trotz der Gehaltserhöhung ermöglichte ihm sein Einkommen nur ein bescheidenes Leben, so dass der mit ihm befreundete Tübinger Handelsmann Immanuel Bossert, der nach Dörrs Tod zum Pflegevater von dessen Kindern wurde, sich schon bald – im März 1841 – im Auftrag der Witwe an den König richtete, um für sie und die vier Kinder eine jährliche Pension zu erbitten.

## Charakteristik des Werkes und Kritik
Im künstlerischen Werk Dörrs dominieren natürliche, schlichte Porträts mit nur wenigen Attributen. Insbesondere zu Anfang seines Schaffens malte er Halbfiguren und Brustporträts. Die ersten Ganzfigurenbilder entstehen nach 1810. Das Œuvre Dörrs ist bestimmt von einer zumeist glatten Malweise, von einer getreuen, wenn auch eher flächenhaften Darstellung der Figuren und der Umgebung, während die Farbpalette häufig aus warmen, harmonisierenden Erdtönen mit nur wenigen Farbakzenten besteht.
Die frühesten Werke Dörrs zeichnen sich bereits durch eine sichere und feine Charakterisierung der dargestellten Personen und den souveränen Umgang mit der Modellierung der Gesichter durch Licht und Schatten aus. Einige der früheren Bilder Dörrs (bis 1805, z. B. die Porträts der Helferichs) sind noch weich und unentschieden, obwohl es deutlich sichtbar ist, dass er sowohl um „große Gestaltung im ganzen“ als auch um Details bemüht ist. Große Formen sind allerdings kraftlos, der Bildaufbau unfrei und ängstlich, die Gesichter etwas leer und einem weichlichen Idealtyp angeglichen. Andere Porträts (z. B. die Bosserts und das von Flatt) in ihren natürlichen, klaren Farben strahlen ungeschminkte sachliche Frische aus und stehen auf einer Ebene mit den Arbeiten seines Lehrers Hetsch. Es ist offensichtlich, dass Hetschs Unausgeglichenheit und Unsicherheit den jungen Dörr beeinflussten: einige seiner Bilder (z. B. die Porträts der Autenrieths und das von Hartmann) sind kleinbürgerlich gesinnt und dazu technisch wenig geschickt. Auch in dieser Zeit vermochte Dörr Bilder zu schaffen, die sich durch freiere, größere Formgestaltung (L. Landauer) oder kraftvolle Gestaltung und große Schärfe der Physiognomie (J. F. Scheid) auszeichnen.
Beeinflusst von der italienischen Renaissancemalerei fängt Dörr an, seit seiner Italienreise Porträts mit der Landschaft im Hintergrund zu malen. Die Weite der Landschaft mit dem tiefen Horizont in etwas blassen Tönen („Das Mädchen von Schwärzloch“, Karoline Steudel) schaffen einen beruhigenden, klaren Hintergrund. „Neben reizenden Feinheiten im Einzelnen ist auch manches unfrei und gefühllos. Aber in dem menschlich freien und gelösten, ungezwungenen Zusammenklang der Jungmädchenfigur mit der Landschaft […] spiegelt sich doch der Geist des größeren Meisters.“ Diese Porträts bilden den Höhepunkt seines Schaffens.
Recht bald, schon ab 1812, fängt diese Frische an, aus Dörrs Bildern zu verschwinden. So sind z. B. die Porträts der Gmelins noch monumental angelegt und ihre Gesamthaltung klar und frei, aber die seelische Zeichnung ist trotz der edlen Züge gleichgültiger. Viele Bilder aus dieser Zeit zeigen noch einfache, kräftige Formen und starkes Leben (M. K. Baur, Bengels, H. Ch. Fleischmann), aber die Einzelheiten des Beiwerks sind in einem schon biedermeierlichen Sinne wichtig geworden. In den späteren Bildern (Geschwister Knapp) werden die gewohnten Kunstmittel zur Formel und „zeigen ein erschreckendes Nichtmehrbeherrschenkönnen der monumental-plastischen Form“. Gleichzeitig aber kündigt sich Neuartiges an: in den lebensfernen, innerlich nicht mehr erfüllten Formen der klassischen Kunst, „im Äußerlichen in der altdeutschen Tracht und Kleidung des Jünglings, in dem traulichen Beieinanderstehen der Geschwister, in dem unklaren Ineinanderführen der Hände, in der träumerisch verschwimmenden Hintergrundlandschaft“: Dieses Neue – die Romantik – ahnte Dörr wohl, doch vermochte er es nicht mehr voll zur Gestaltung zu bringen.
Seit 1812 malt Dörr auch Bildchen geringen Ausmaßes, mit kleinen Figuren in friedlicher, sanfter Natur, wie auf einem Ausflug oder einem Spaziergang. Es dringt ein kleinbürgerlicher Geschmack mit leicht sentimentaler Gefühlsinnigkeit vor. „Bildchen, wie das des jungen Friedrich Silcher und seiner Braut Luise Enslin, sind beispielhaft für das biedermeierliche Bescheiden selbst der schwäbischen Romantik in ernst verhaltener Feierstimmung.“ „Zum Gefühl des Einsseins von Mensch und Natur in der romantischen Bildniskunst kann Dörr nie durchdringen.“
Die zahlreichen, repräsentativen Bilder Tübinger Professoren sind offenbar ohne innere Anteilnahme Dörrs entstanden. Sie sind „geschickt angelegt und sauber ausgeführt, aber flau in der Charakteristik und formelhaft in der Gestaltung. Nur Äußerlichkeiten erinnern noch an die früheren Bilder.“ Ganz vereinzelt (bezeichnenderweise gerade in den kleinen Bildern) bricht das Gefühl für echte Monumentalität wieder durch, so in den fein, aber nicht kleinlich gemalten Bildnissen der Palmers.
Dörrs künstlerische Kräfte haben sich recht bald verbraucht, das Absinken von der geistigen Spannkraft der Kunst des Idealismus herab ins Kleinbürgerliche, Gefühlsbetonte und Weiche ging zu rasch vor sich. Die ihm nahe Ideenwelt der Romantik stellte Aufgaben, die er nicht mehr bewältigen konnte. Der gediegenen Unbefangenheit und Wirklichkeitstreue der Biedermeiermalerei stand aber sein stark philosophischer Sinn und seine Schulung im Geiste der klassischen Kunst im Wege. Dörr war sich dessen bewusst, dass seine künstlerische Kraft abnahm und er litt darunter. Es ist möglich, dass Dörrs Verfall der Kräfte teilweise damit zusammenhing, dass er in Tübingen weitgehend isoliert war und dadurch nur einen geringen Austausch mit anderen Künstlern hatte.

## Bekannte Werke (Auswahl)
- Franz Kidmeyer (Aquarell, kleinformatig; Stadtarchiv Stuttgart)
- Frau Kidmeyer [Gattin von Franz Kidmeyer] (Aquarell, kleinformatig; Stadtarchiv Stuttgart)
- 1797 Karl Christian Helferich [Landschaftsassessor und Kirchheimer Stiftsverwalter]
- 1797 Henriette Auguste Helferich [Tochter von Karl Christian Helferich]
- 1800–1805 Bildnis eines rotgelockten Kindes mit umgehängtem Blumengewinde (Öl auf Leinwand, 39 × 32 cm; Schloss Friedrichshafen)
- um 1800 Johann Immanuel Bossert [Tübinger Handelsmann und Bürgermeister]
- um 1800 Johanna Rosina Bossert geb. Fischer [Gattin von Johann Immanuel Bossert]
- um 1800 Theologieprofessor Johann Friedrich Flatt
- 1802 Gottfried Knapp mit seinem Sohn Albert [Alpirsbacher Klosteroberamtsmann]
- 1802 Henriette Knapp geb. Finckh mit Söhnen Paul und Albert [Gattin von Gottfried Knapp]
- 1802 Karl Friedrich Hartmann [Liederdichter] (kleinformatig; Schiller-Nationalmuseum, Marbach)
- Herbst 1802 Ferdinand Autenrieth [Kanzler der Universität Tübingen] (Öl auf Leinwand, 63 × 52 cm)
- August 1803 Friedericke Autenrieth geb. Böck [Gattin von Ferdinand Autenrieth] (Öl auf Leinwand, 63 × 52 cm)
- um 1805 Rebekka und Elieser am Brunnen (Gemäldesammlung im königlichen Museum der bildenden Künste zu Stuttgart)
- 1806 Lebrecht Landauer [Bürgermeister von Heilbronn]
- 1806 Johann Friedrich Scheid [Bürgermeister von Winnenden]
- Hofrat Christian von Kieser (Öl auf Leinwand, kleinformatig; Kunsthaus Bühler, Stuttgart)
- Frau von Kieser [Gattin von Christian von Kieser] (Öl auf Leinwand, kleinformatig; Kunsthaus Bühler, Stuttgart)
- 1807–10 Bildnis einer Unbekannten, genannt auch: Das Mädchen von Schwärzloch (Öl auf Leinwand, 52,5 × 44 cm; Staatsgalerie Stuttgart)
- 1808 Karoline Steudel [junge Tübingerin] (Öl auf Leinwand, 52 × 46 cm)
- 1810 Ludwig Uhland (Öl auf Leinwand; Deutsches Literaturarchiv Marbach)
- Frau Forstrat Gräter (Öl auf Leinwand; Stadtarchiv Stuttgart)
- 1812 Dr. Eduard Gmelin [Oberjustizprokurator] (Öl auf Leinwand, 70 × 61 cm)
- um 1812 Wilhelmine Gmelin geb. Fleischmann [Gattin von Eduard Gmelin] (Öl auf Leinwand, 70 × 62 cm)
- Henrike Christine Fleischmann (1763–1817) (Öl auf Leinwand)
- Ottilie Autenrieth
- 1815 Professor Ernst Gottlieb Bengel
- 1815 Johanna Elisabeth Bengel geb. Harttmann [Gattin von Ernst Gottlieb Bengel]
- nach 1815 Friedrich Silcher und Luise Enslin (Öl auf Kupferblech, Kabinett, 32,5 × 26,2 cm)
- 1817 Maria Katharina Baur geb. Burckhardt [Witwe des früheren Bürgermeisters von Tübingen Johann Jacob Baur]
- Frühling 1820 Wilhelmine Miklota Freiin von Tessin (Öl auf Blech, 39 × 30 cm)
- um 1820 Jurist Clossius aus Dorpat [im Hintergrund Schloss Hohentübingen] (Öl auf Leinwand, 63 × 52 cm)
- 1821 Eduard und Maria Knapp [Theologiestudent und seine Schwester]
- 1830er Prof. Robert Mohl (Stahlstich, Verlag L. E. Fues; Stadtarchiv Stuttgart)
- 1830er Moritz Mohl
- 1830er Hugo Mohl
- Dr. F. C. von Baur [Theologieprofessor] (Stahlstich, Verlag L. E. Fues; Stadtarchiv Stuttgart)
- um 1836 Christian David Friedrich Palmer [Theologieprofessor]
- um 1836 Wilhelmine Palmer geb. Bossert [Tochter von Immanuel Bossert und Gattin von Christian David Friedrich Palmer] (Öl auf Kupferblech, Kabinett, 27 × 22 cm)

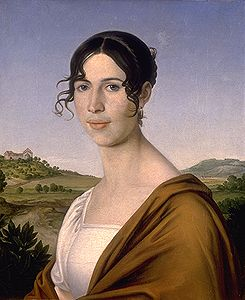
„Das Mädchen von Schwärzloch“ unbekannte Frau vor dem Hintergrund des Ammertals und Schwärzlochs
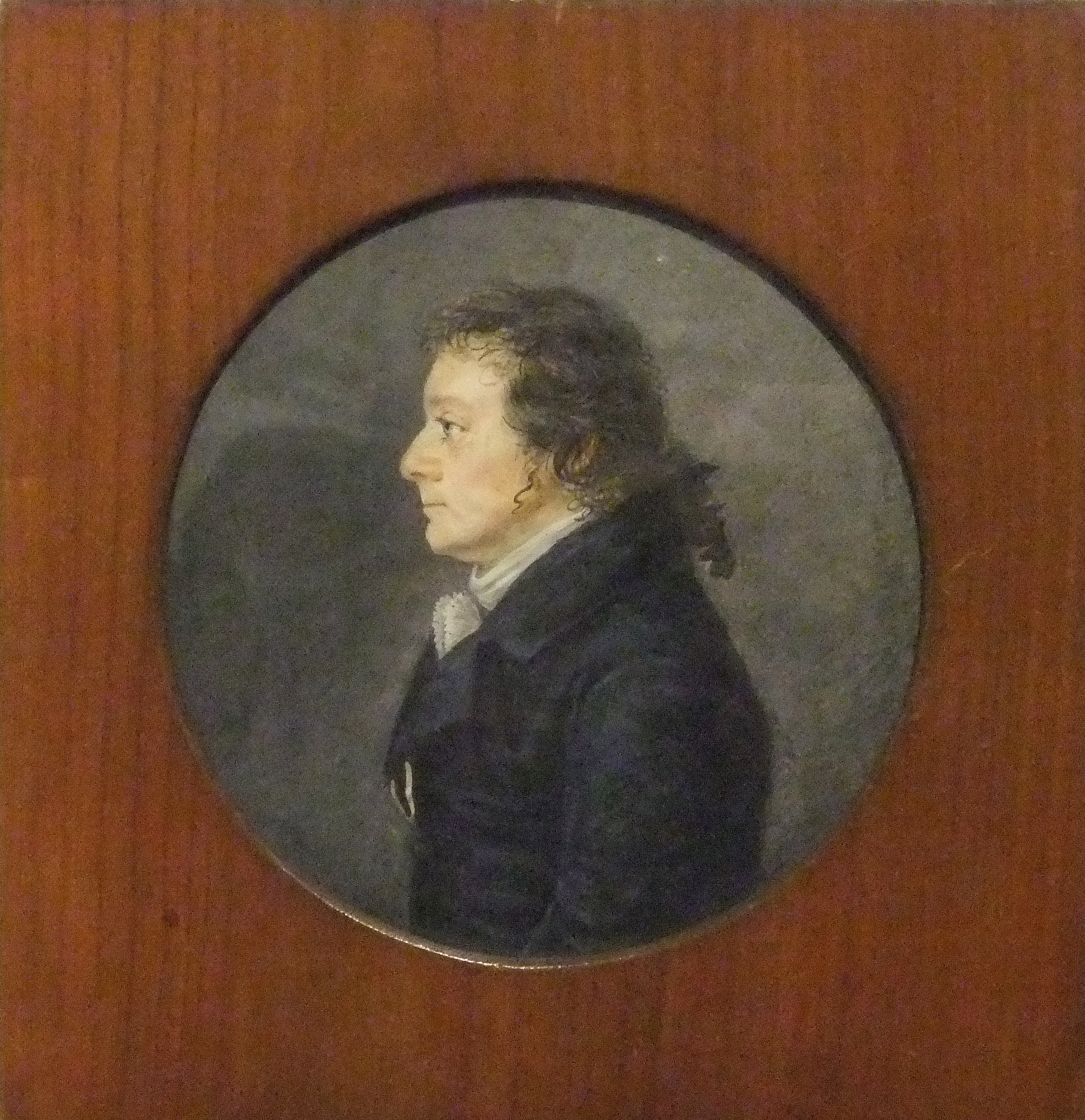
Franz Kidmeyer (Aquarell, undatiert vermutlich letzte Jahre des 18. Jahrhunderts)
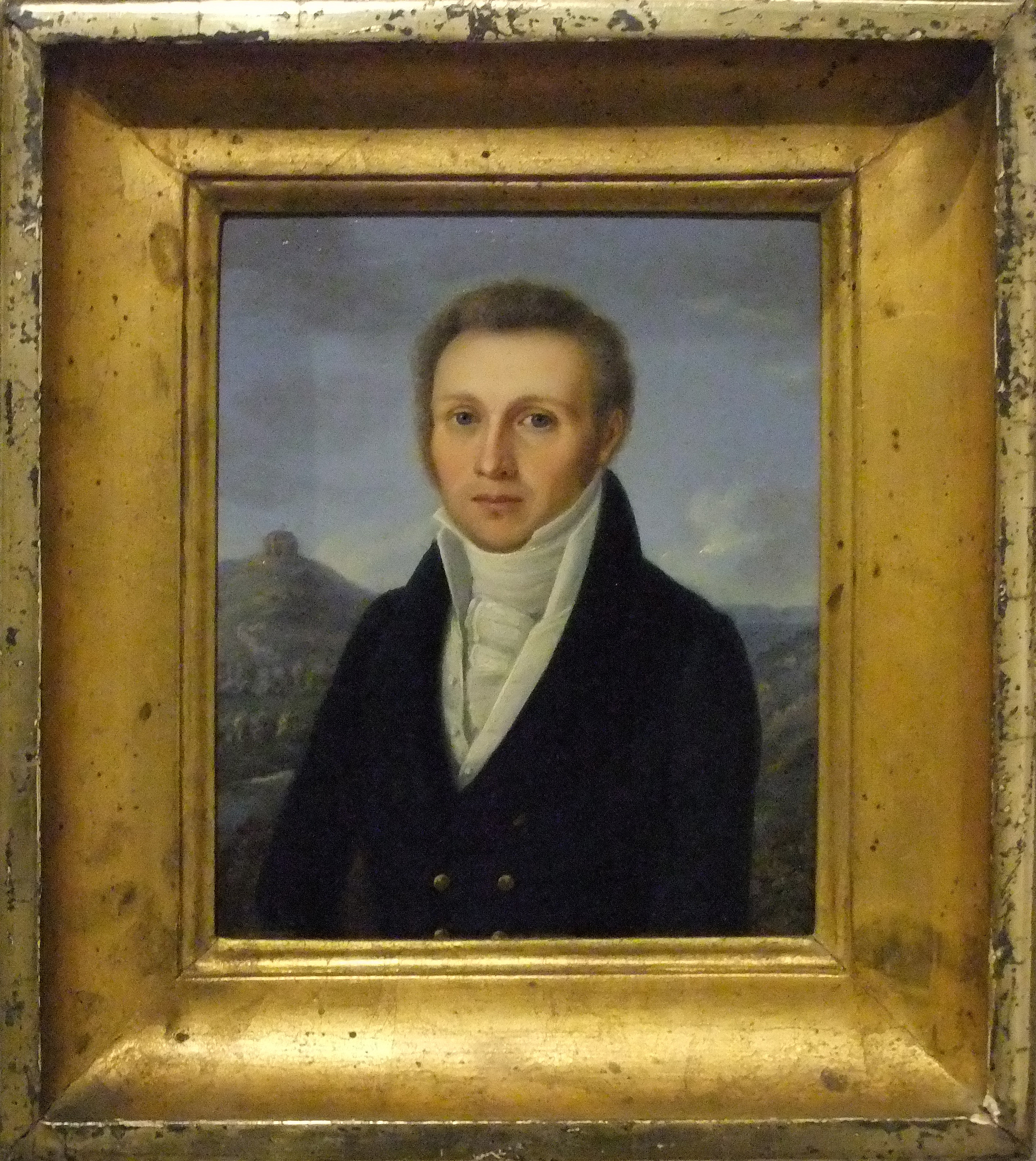
Hofrat Christian von Kieser (Öl auf Leinwand, kleinformatig, undatiert, um 1810)
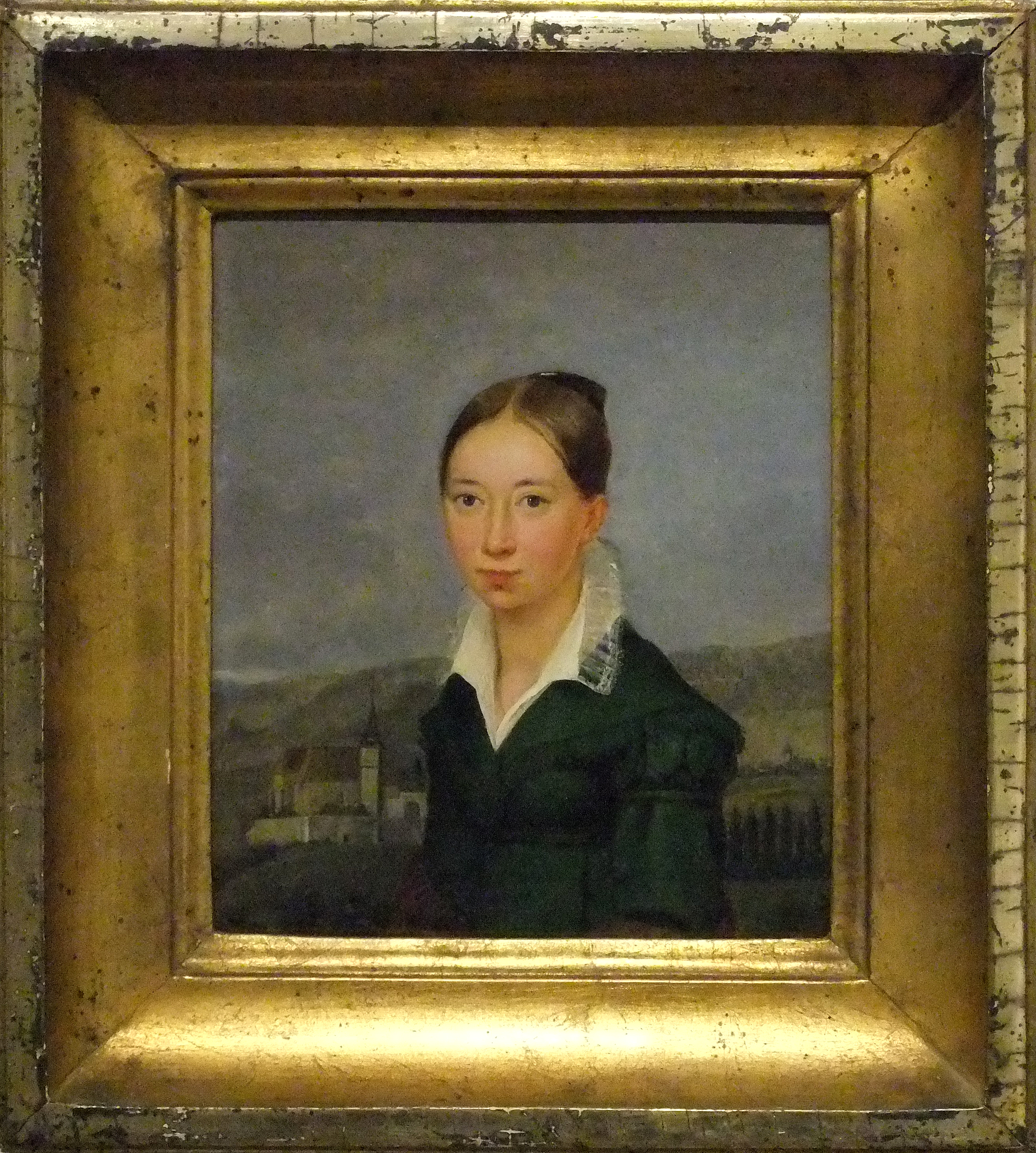
Frau von Kieser (Öl auf Leinwand, kleinformatig, undatiert, um 1810)
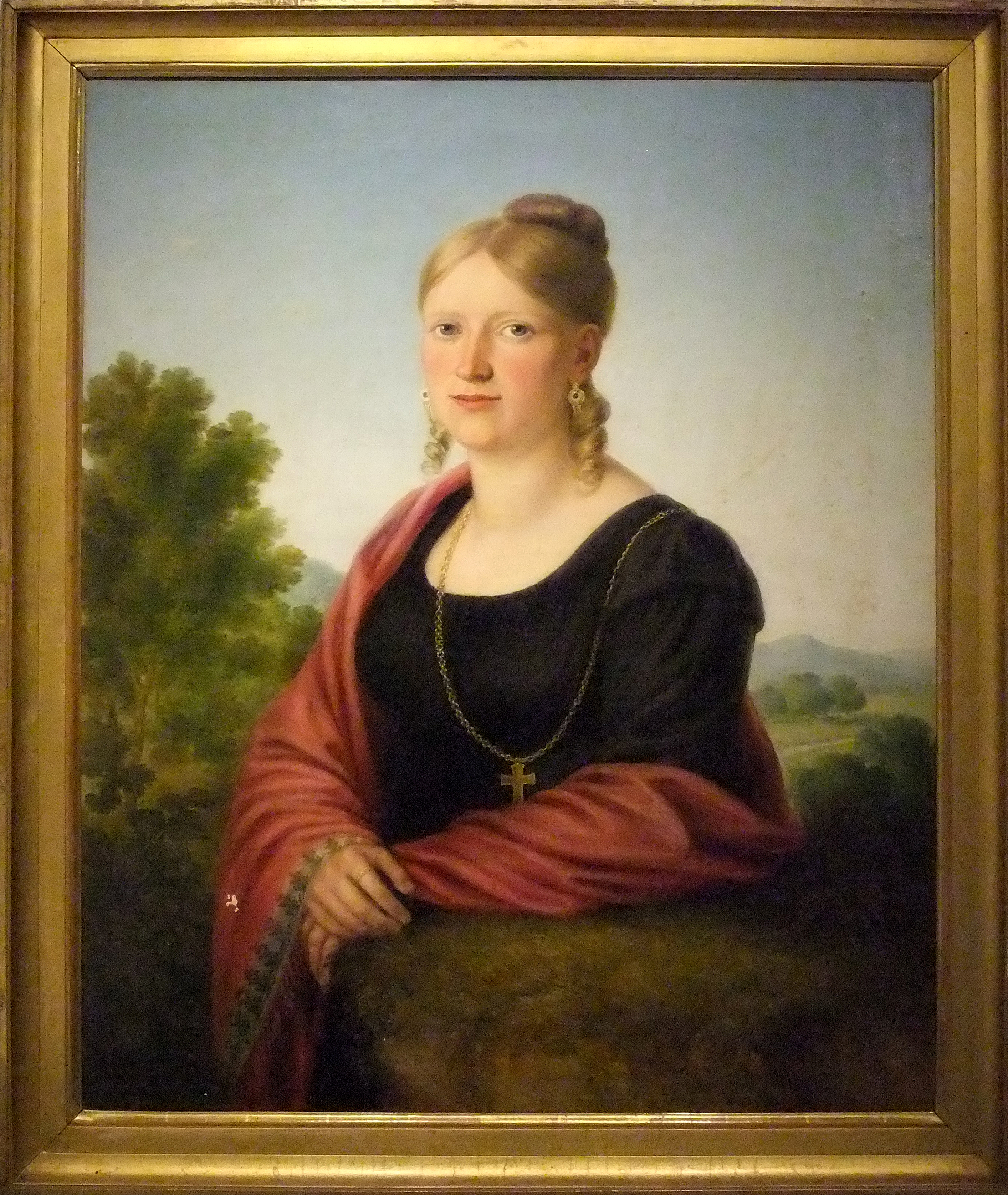
Frau Forstrat Gräter (Öl auf Leinwand, undatiert, nach 1810)
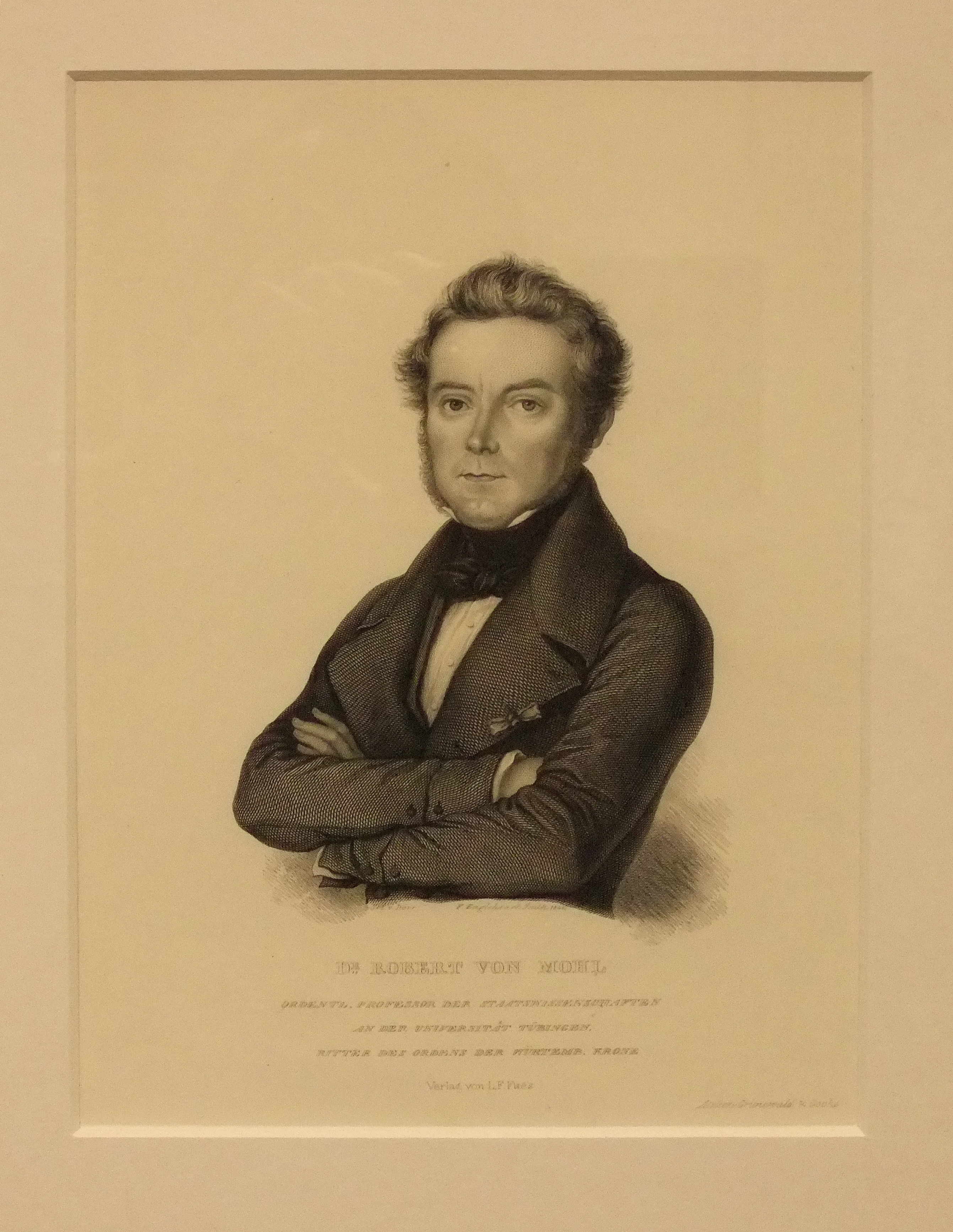
Prof. Robert Mohl (Stahlstich, undatiert, 1830er Jahre)
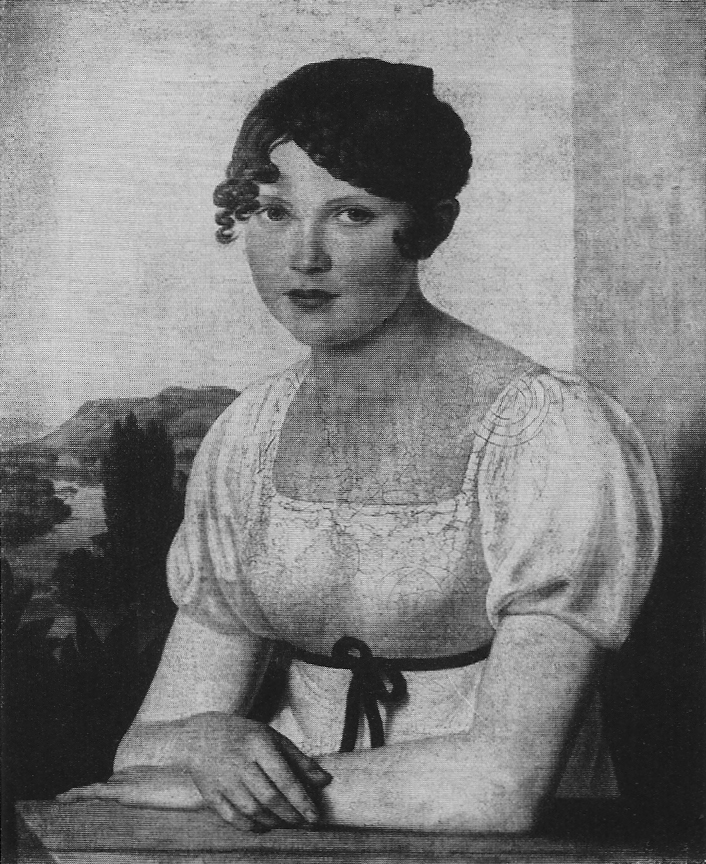
Karoline Steudel (1808)
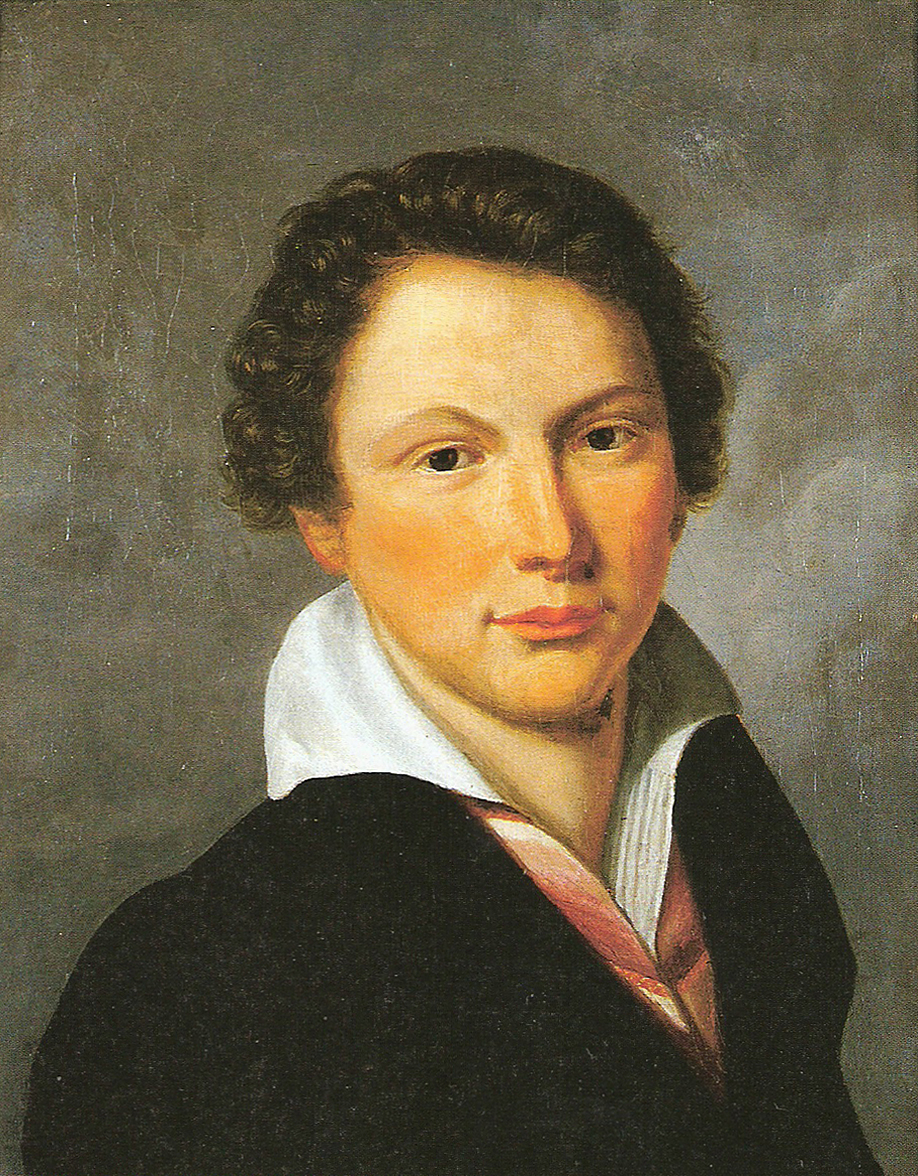
Ludwig Uhland (1810)
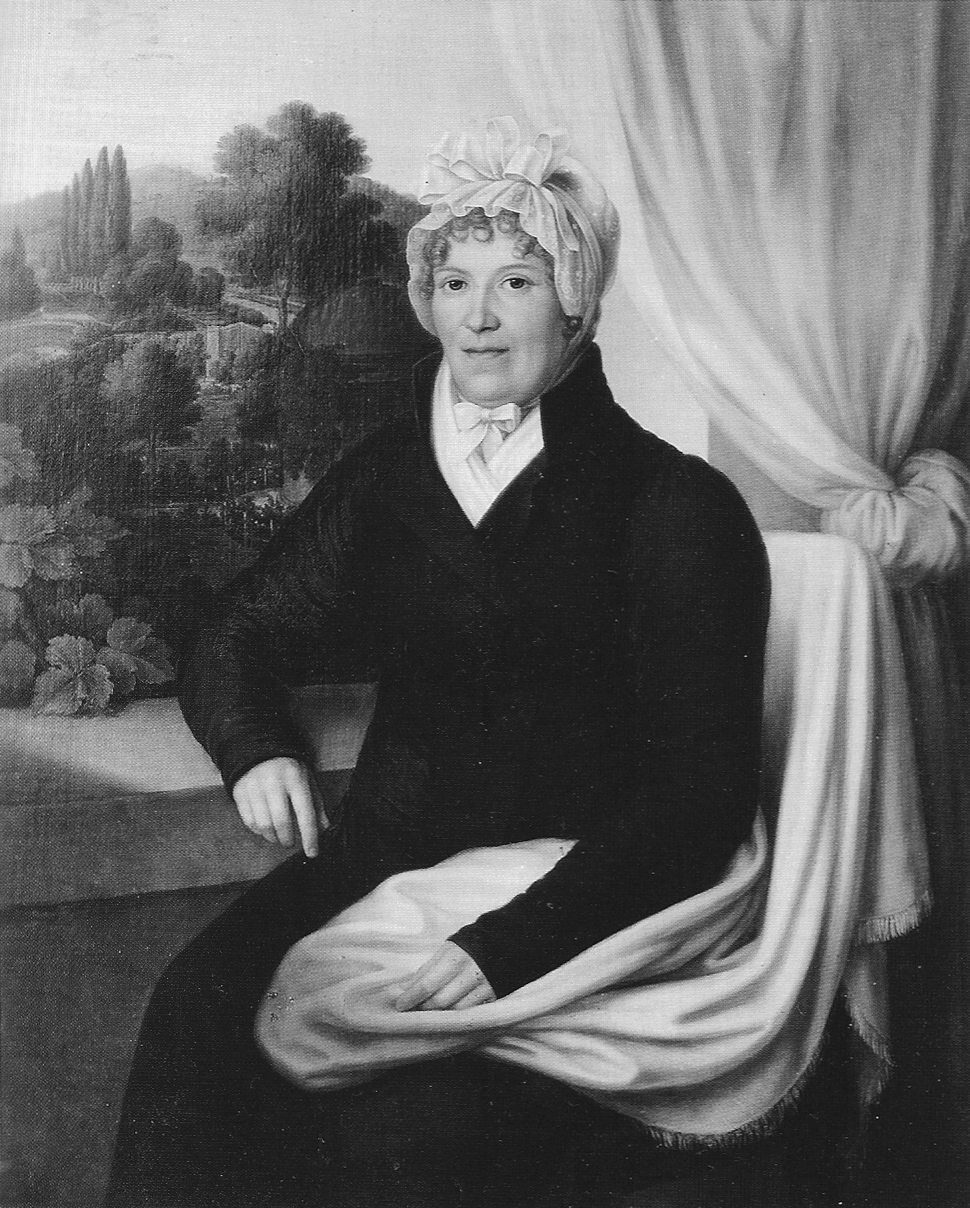
Henrike Christine Fleischmann (ca. 1815)
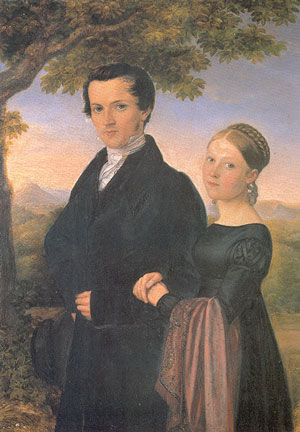
Friedrich Silcher mit Luise Enslin (Ausschnitt, nach 1815)
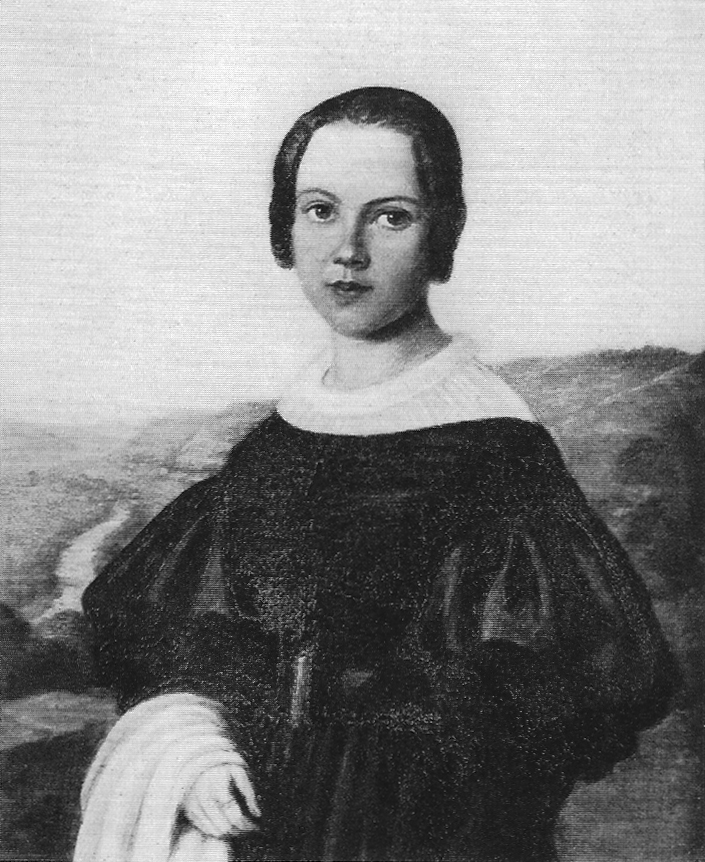
Wilhelmine Bossert (später verh. Palmer; 1836)